# لانگل ولی (اورگن)
لانگل ولی (به انگلیسی: Langell Valley) یک منطقهٔ مسکونی در ایالات متحده آمریکا است که در شهرستان کلاماث، اورگن واقع شده‌است. لانگل ولی ۱٬۲۶۴ متر بالاتر از سطح دریا واقع شده‌است.